# Olympische Sommerspiele 1996/Leichtathletik – Diskuswurf (Männer)

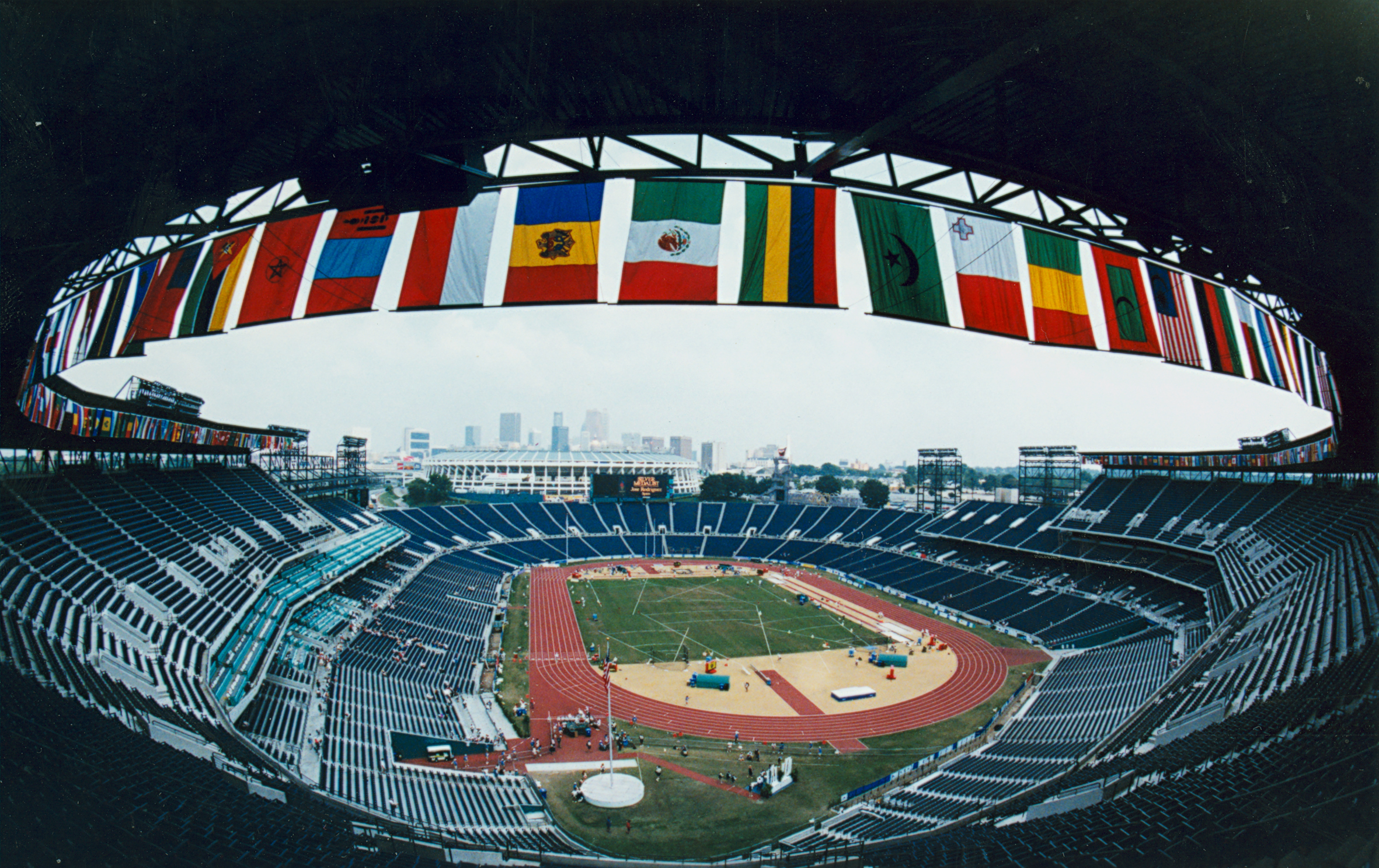
Das Centennial Olympic Stadium von Atlanta im Jahr 1996

Der Diskuswurf der Männer bei den Olympischen Spielen 1996 in Atlanta wurde am 29. und 31. Juli 1996 im Centennial Olympic Stadium ausgetragen. Vierzig Athleten nahmen teil.
Olympiasieger wurde der Deutsche Lars Riedel. Er gewann vor den beiden Belarussen Uladsimir Dubrouschtschyk und Wassil Kapzjuch.
Für Deutschland starteten neben dem Sieger Riedel Michael Möllenbeck und Jürgen Schult. Möllenbeck schied in der Qualifikation aus. Schult erreichte das Finale und belegte Rang sechs.

Athleten aus der Schweiz, Österreich und Liechtenstein nahmen nicht teil.

## Aktuelle Titelträger
| Olympiasieger 1992                      | Romas Ubartas ( Litauen)             | 65,12 m | Barcelona 1992       |
| Weltmeister 1995                        | Lars Riedel ( Deutschland)           | 68,76 m | Göteborg 1995        |
| Europameister 1994                      | Uladsimir Dubrouschtschyk ( Belarus) | 64,78 m | Helsinki 1994        |
| Panamerikanischer Meister 1995          | Roberto Moya ( Kuba)                 | 63,58 m | Mar del Plata 1995   |
| Zentralamerika und Karibik-Meister 1995 | Yojer Medina ( Venezuela)            | 18,46 m | Guatemala-Stadt 1995 |
| Südamerika-Meister 1995                 | Gert Weil ( Chile)                   | 19,02 m | Manaus 1995          |
| Asienmeister 1995                       | Bilal Saad Mubarak ( Katar)          | 18,87 m | Jakarta 1995         |
| Afrikameister 1996                      | Serge Doh ( Elfenbeinküste)          | 51,92 m | Yaoundé 1996         |
| Ozeanienmeister 1994                    | Gordon Barff ( Tahiti)               | 48,54 m | Auckland 1994        |

## Rekorde

### Bestehende Rekorde
| Weltrekord         | 74,08 m | Jürgen Schult ( DDR) | Neubrandenburg, Deutschland | 25. August 1991 |
| Olympischer Rekord | 68,82 m | Jürgen Schult ( DDR) | Finale OS Seoul, Südkorea   | 1. Oktober 1988 |

### Rekordverbesserung
Der deutsche Olympiasieger Lars Riedel verbesserte den bestehenden olympischen Rekord im Finale am 31. Juli um 1,42 m auf 69,40 m. Den Weltrekord verfehlte er dabei um 4,68 m.

## Legende
Kurze Übersicht zur Bedeutung der Symbolik – so üblicherweise auch in sonstigen Veröffentlichungen verwendet:
| – | verzichtet |
| x | ungültig   |

Anmerkungen zu zwei Angaben:
- Zeiten: Ortszeit Atlanta (UTC−5)
- Weiten: in Metern (m) angegeben

## Qualifikation
29. Juli 1996
Für die Qualifikation wurden die Athleten in zwei Gruppen gelost. Acht Werfer (hellblau unterlegt) übertrafen die direkte Finalqualifikationsweite von 62,50 m. Damit war die Mindestanzahl von zwölf Finalteilnehmern nicht erreicht. So wurde das Finalfeld mit vier weiteren Wettbewerbern (hellgrün unterlegt) aus beiden Gruppen nach den nächstbesten Weiten aufgefüllt und es wurden schließlich 62,22 m für die Finalteilnahme benötigt.

### Gruppe A

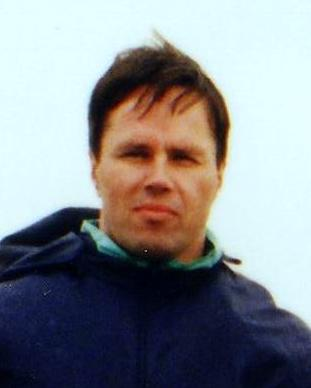
Svein Inge Valvik – ausgeschieden mit 59,60 m
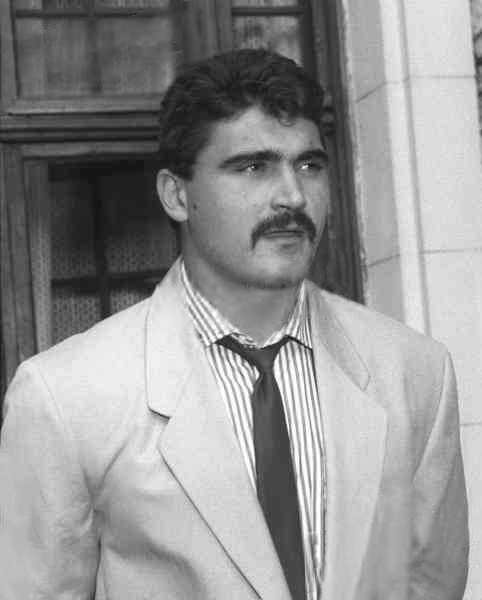
Costel Grasu – ausgeschieden mit 59,56 m

9:30 Uhr
| Platz | Name                       | Nation         | 1. Versuch | 2. Versuch | 3. Versuch | Weite |
| ----- | -------------------------- | -------------- | ---------- | ---------- | ---------- | ----- |
| 1     | Lars Riedel                | Deutschland    | 64,66      | –          | –          | 64,66 |
| 2     | Uladsimir Dubrouschtschyk  | Belarus        | 63,22      | –          | –          | 63,22 |
| 3     | Attila Horváth             | Ungarn         | 58,94      | 62,90      | –          | 62,90 |
| 4     | Vaclavas Kidykas           | Litauen        | 59,64      | 62,74      | –          | 62,74 |
| 5     | Jürgen Schult              | Deutschland    | 62,58      | –          | –          | 62,58 |
| 6     | Adam Setliff               | USA            | 62,36      | 58,42      | 60,06      | 62,36 |
| 7     | Nick Sweeney               | Irland         | 58,82      | 62,04      | 61,06      | 62,04 |
| 8     | Robert Weir                | Großbritannien | 61,64      | 60,54      | x          | 61,64 |
| 9     | Adewale Olukoju            | Nigeria        | x          | 60,98      | 59,32      | 60,98 |
| 10    | Diego Fortuna              | Italien        | 57,78      | 59,30      | 60,08      | 60,08 |
| 11    | Svein Inge Valvik          | Norwegen       | 59,34      | 58,34      | 59,60      | 59,60 |
| 12    | Roberto Moya               | Kuba           | 59,22      | 57,60      | x          | 59,22 |
| 13    | Daschdendewiin Machaschiri | Mongolei       | 59,16      | 54,18      | x          | 59,16 |
| 14    | Igor Primc                 | Slowenien      | 59,12      | 56,40      | 57,62      | 59,12 |
| 15    | Costel Grasu               | Rumänien       | 58,30      | x          | 58,56      | 58,56 |
| 16    | Andrij Kochanowskyj        | Ukraine        | 57,90      | x          | x          | 57,90 |
| 17    | Marcelo Pugliese           | Argentinien    | 56,72      | x          | x          | 56,72 |
| 18    | Alexander Boritschewski    | Russland       | x          | 56,46      | 55,18      | 56,46 |
| 19    | Roman Poltoratski          | Usbekistan     | x          | x          | 51,96      | 51,96 |
| 20    | Jaroslav Žitňanský         | Slowakei       | x          | 50,94      | 51,50      | 51,50 |

### Gruppe B
11:00 Uhr
| Platz | Name                  | Nation                       | 1. Versuch | 2. Versuch | 3. Versuch | Weite |
| ----- | --------------------- | ---------------------------- | ---------- | ---------- | ---------- | ----- |
| 1     | Virgilijus Alekna     | Litauen                      | 64,50      | –          | –          | 64,50 |
| 2     | Anthony Washington    | USA                          | 63,66      | –          | –          | 63,66 |
| 3     | Witali Sidorow        | Ukraine                      | x          | 57,60      | 63,42      | 63,42 |
| 4     | Sergei Ljachow        | Russland                     | 59,62      | 62,42      | –          | 62,42 |
| 5     | Alexis Elizalde       | Kuba                         | 60,98      | 62,22      | 61,44      | 62,22 |
| 6     | Wassil Kapzjuch       | Belarus                      | 57,28      | 61,14      | 62,22      | 62,22 |
| 7     | John Godina           | USA                          | 61,82      | 59,88      | 57,46      | 61,82 |
| 8     | Ramón Jiménez-Gaona   | Paraguay                     | 58,18      | 61,36      | x          | 61,36 |
| 9     | Li Shaojie            | Volksrepublik China          | 58,54      | 60,06      | 60,20      | 60,20 |
| 10    | Marek Bílek           | Tschechien                   | 59,86      | 58,42      | 58,62      | 59,86 |
| 11    | Aleksander Tammert    | Estland                      | 58,84      | x          | 59,04      | 59,04 |
| 12    | Dragan Mustapić       | Kroatien                     | x          | 57,94      | 56,62      | 57,94 |
| 13    | Shakti Singh          | Indien                       | 53,72      | 56,58      | 54,30      | 56,58 |
| 14    | Vésteinn Hafsteinsson | Island                       | 53,94      | 52,14      | 56,30      | 56,30 |
| 15    | Jason Tunks           | Kanada                       | x          | x          | 55,58      | 55,58 |
| 16    | Mickaël Conjungo      | Zentralafrikanische Republik | x          | x          | 55,34      | 55,34 |
| 17    | Michael Möllenbeck    | Deutschland                  | x          | 55,18      | 55,06      | 55,18 |
| 18    | Glen Smith            | Großbritannien               | 54,88      | x          | x          | 54,88 |
| 19    | Chris Sua'mene        | Westsamoa                    | 49,22      | 51,28      | 50,24      | 51,28 |
| ogV   | David Martínez        | Spanien                      | x          | x          | x          | ohne  |

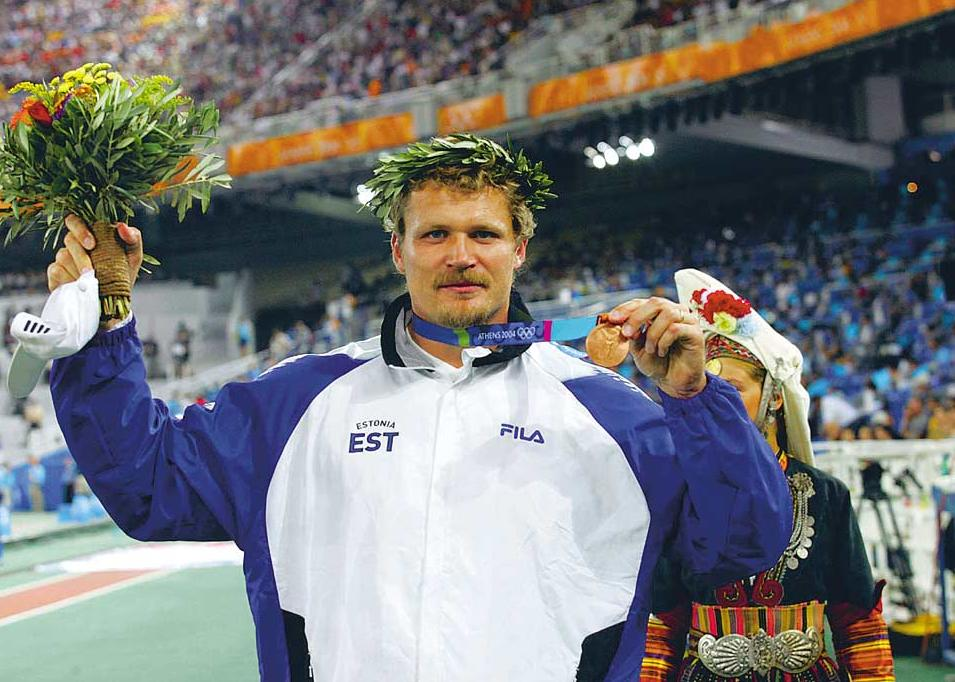
Aleksander Tammert – ausgeschieden mit 59,04 m

Weitere in Qualifikationsgruppe B ausgeschiedene Diskuswerfer:

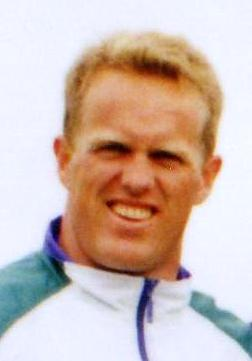
Vésteinn Hafsteinsson – 56,30 m
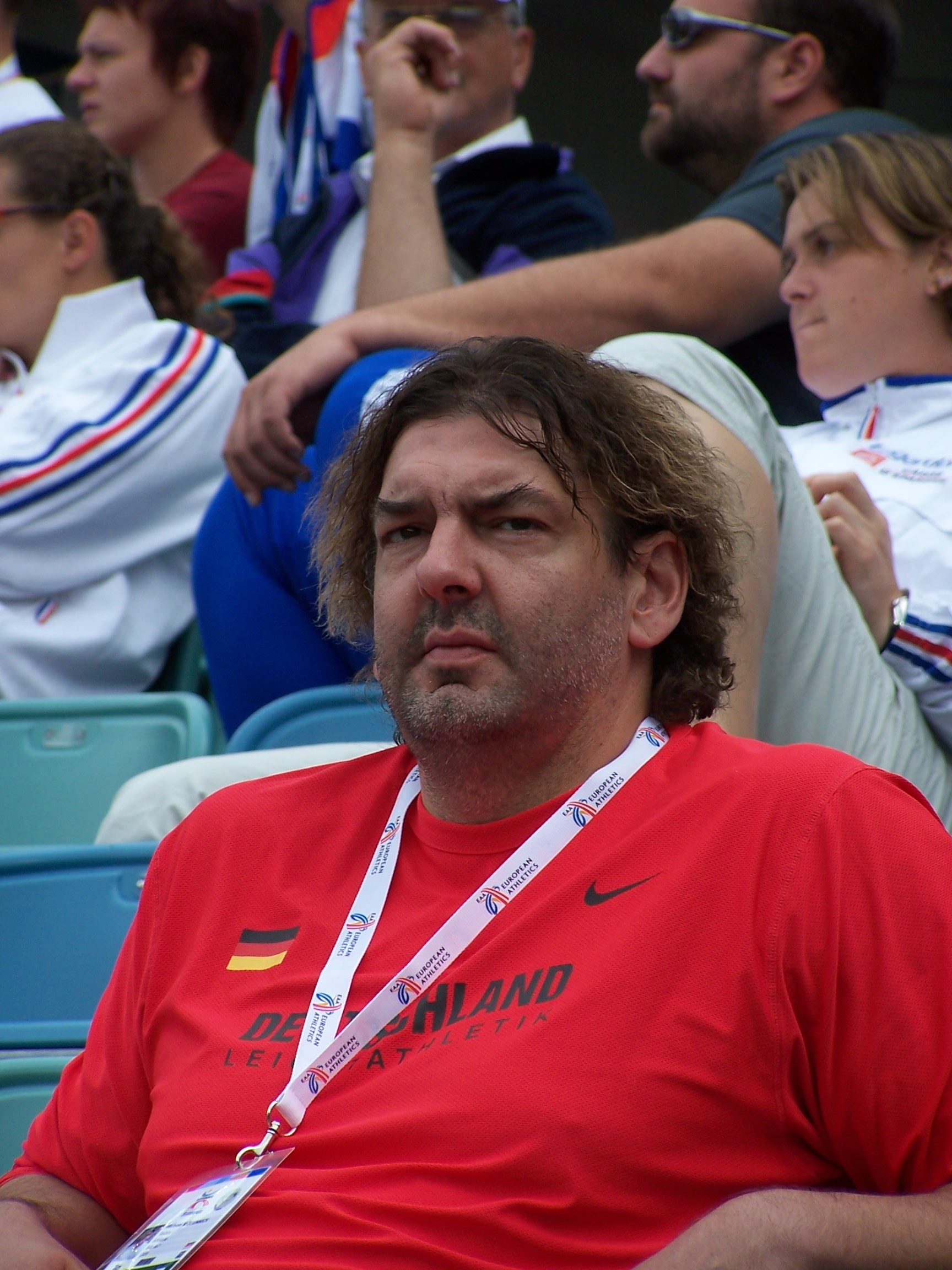
Michael Möllenbeck – 55,18 m

## Finale

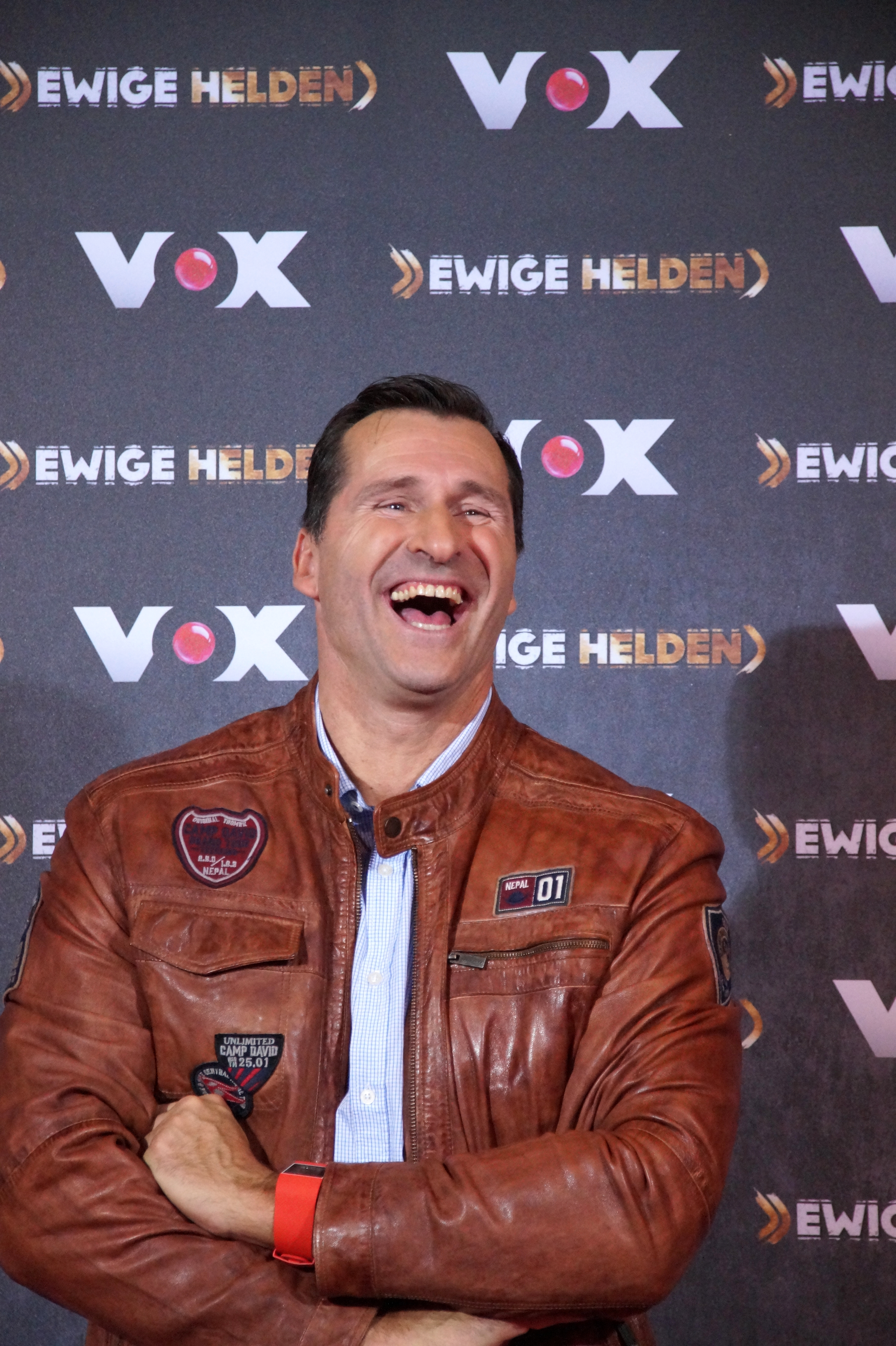
Favoritensieg für Lars Riedel

31. Juli 1996, 19:33 Uhr
| Platz | Name                      | Nation      | 1. Versuch | 2. Versuch | 3. Versuch | 4. Versuch                             | 5. Versuch                             | 6. Versuch                             | Endresultat | Anmerkungen |
| ----- | ------------------------- | ----------- | ---------- | ---------- | ---------- | -------------------------------------- | -------------------------------------- | -------------------------------------- | ----------- | ----------- |
| 1     | Lars Riedel               | Deutschland | x          | x          | 65,40      | 63,10                                  | 69,40 OR                               | 69,24                                  | 69,40       | OR          |
| 2     | Uladsimir Dubrouschtschyk | Belarus     | 64,86      | 66,60      | 64,38      | 59,68                                  | x                                      | x                                      | 66,60       |             |
| 3     | Wassil Kapzjuch           | Belarus     | 63,24      | 64,00      | 65,80      | x                                      | 63,82                                  | 65,08                                  | 65,80       |             |
| 4     | Anthony Washington        | USA         | 65,42      | x          | x          | 61,34                                  | x                                      | 62,50                                  | 65,42       |             |
| 5     | Virgilijus Alekna         | Litauen     | 62,28      | 65,30      | 64,50      | x                                      | 64,54                                  | 63,74                                  | 65,30       |             |
| 6     | Jürgen Schult             | Deutschland | 62,82      | 64,42      | 62,62      | 64,62                                  | 64,38                                  | 63,78                                  | 64,62       |             |
| 7     | Witali Sidorow            | Ukraine     | 63,44      | x          | x          | 62,76                                  | 63,78                                  | 62,82                                  | 63,78       |             |
| 8     | Vaclavas Kidykas          | Litauen     | 61,48      | 57,52      | 62,78      | x                                      | 61,68                                  | 61,88                                  | 62,78       |             |
|       |                           |             |            |            |            |                                        |                                        |                                        |             |             |
| 9     | Alexis Elizalde           | Kuba        | 60,52      | 60,36      | 62,70      | nicht im Finale der besten acht Werfer | nicht im Finale der besten acht Werfer | nicht im Finale der besten acht Werfer | 62,70       |             |
| 10    | Attila Horváth            | Ungarn      | 60,66      | 62,28      | 59,72      | nicht im Finale der besten acht Werfer | nicht im Finale der besten acht Werfer | nicht im Finale der besten acht Werfer | 62,28       |             |
| 11    | Sergei Ljachow            | Russland    | 60,62      | 59,90      | x          | nicht im Finale der besten acht Werfer | nicht im Finale der besten acht Werfer | nicht im Finale der besten acht Werfer | 60,62       |             |
| 12    | Adam Setliff              | USA         | x          | 56,30      | x          | nicht im Finale der besten acht Werfer | nicht im Finale der besten acht Werfer | nicht im Finale der besten acht Werfer | 56,30       |             |

Zwölf Athleten hatten sich für das Finale qualifiziert, acht über die geforderte Qualifikationsweite und vier weitere über ihre Platzierungen. Jeweils zwei US-Amerikaner, Deutsche, Litauer und Belarussen trafen auf je einen Teilnehmer aus Kuba, Russland, der Ukraine und Ungarn.
Der dreifache Weltmeister Lars Riedel aus Deutschland war der Favorit für den Olympiasieg. Weitere Medaillenanwärter waren der belarussische Europameister und Vizeweltmeister Uladsimir Dubrouschtschyk, dessen Landsmann Wassil Kapzjuch als WM-Dritter, und Riedels Landsmann Weltrekordler Jürgen Schult, WM-Fünfter und EM-Dritter.
Die Führung nach der ersten Runde hatte der US-Amerikaner Anthony Washington inne. Er lag mit 65,42 m vor Dubrouschtschyk, der auf 64,86 m gekommen war. Im zweiten Versuch zog Dubrouschtschyk mit 66,60 m an Washington vorbei, der Litauer Virgilijus Alekna erreichte mit 65,30 m Platz drei. Riedel hatte bis dahin zwei Fehlversuche, stand also sehr unter Druck, um sich zumindest noch unter die besten Acht zu platzieren und damit die Möglichkeit für drei weitere Versuche zu haben. Riedel gelangen 65,40 m und lag damit hinter Washington auf Platz vier. Kapzjuch hatte 65,80 m erzielt und war nun Zweiter hinter seinem Teamkameraden Dubrouschtschyk.
Im vierten Durchgang gab es keine Veränderungen im Klassement. In Runde fünf bewies Riedel schließlich sein hohes Niveau und warf den Diskus auf die neue Olympiarekordweite von 69,40 m. Die letzte Versuchsserie brachte keine Veränderungen mehr. Lars Riedel gewann damit vor Uladsimir Dubrouschtschyk und Wassil Kapzjuch. Anthony Washington wurde Vierter vor Virgilijus Alekna und Jürgen Schult.

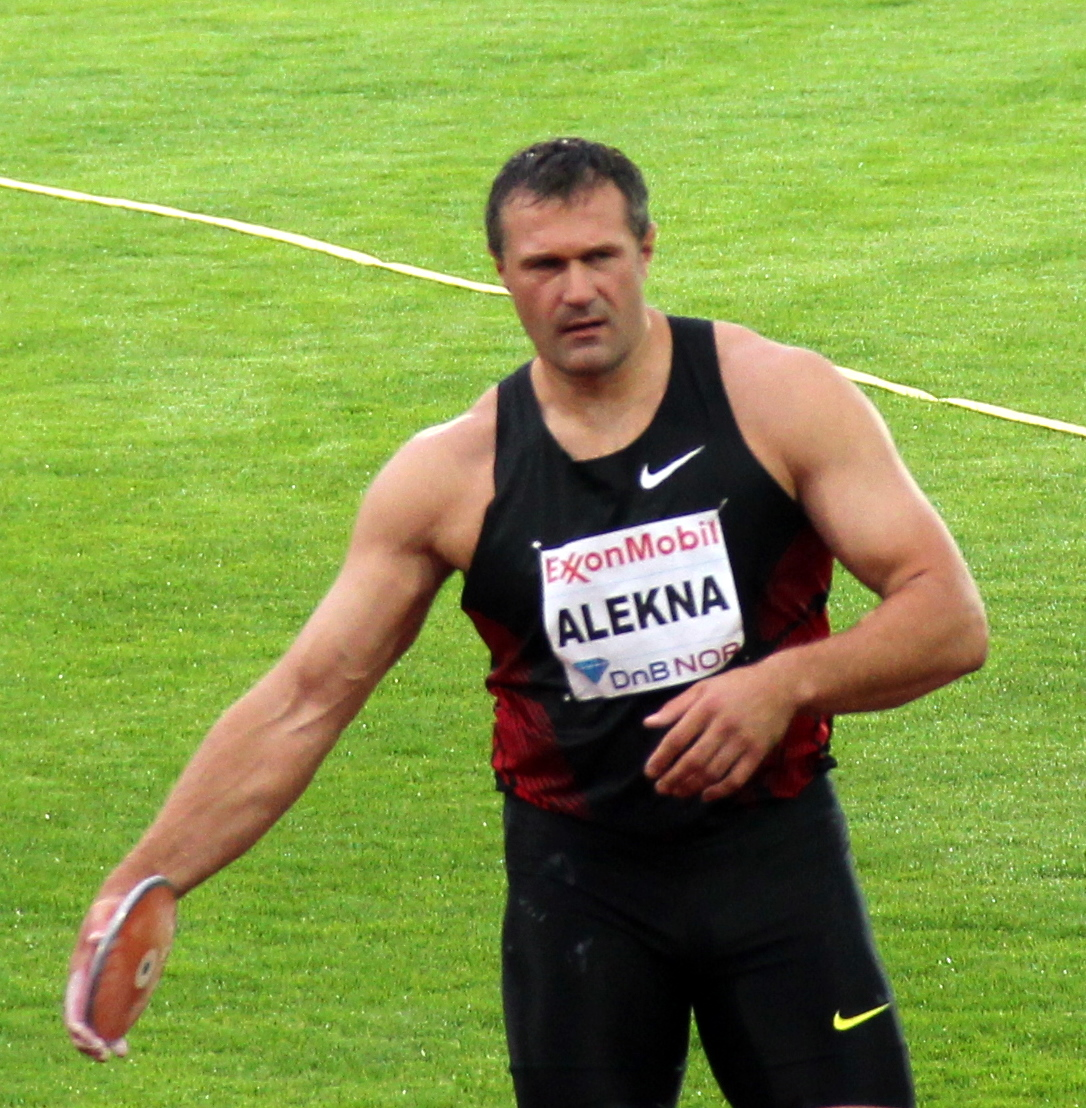
Virgilijus Alekna wurde Olympiafünfter
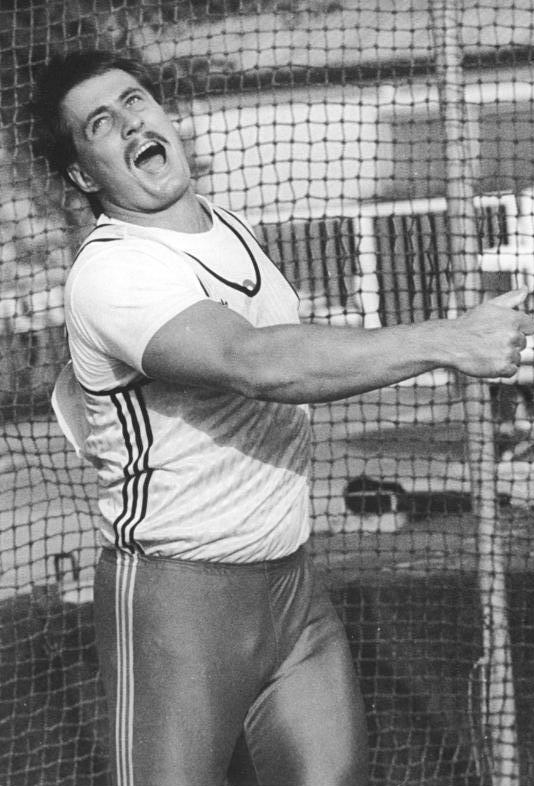
Weltrekordinhaber Jürgen Schult belegte im Finale Rang sechs

## Videolinks
- Men's Discus Atlanta Olympics 31-07-1996, youtube.com, abgerufen am 10. Januar 2022
- 1996 Olympic Games Men's Discus Throw, youtube.com, abgerufen am 5. März 2018